# Waadhoeke
Waadhoeke is een gemeente in het noordwesten van de Nederlandse provincie Friesland, bij de Waddenzee. De hoofdplaats is Franeker.
De gemeente is op 1 januari 2018 ontstaan uit de voormalige gemeenten Franekeradeel, het Bildt, Menaldumadeel (Menameradiel) en uit vier dorpen van de voormalige gemeente Littenseradeel (Littenseradiel).
Op 22 november 2024 telde de gemeente 46.911 inwoners.

## Naam
Waad is Fries voor wad en hoeke verwijst naar de kustvorm van de Waddenzee. Eerder gebruikten de ambtelijke organisaties de streeknaam Westergo als werknaam, maar na twee stemronden werd de naam Waadhoeke verkozen boven Franeker en Nij-Westergo.
Strikt Fries zou de naam De Waadhoeke zijn en strikt Nederlands Waddenhoek.

## Geografie
De gemeente Waadhoeke bestaat uit 41 officiële kernen, met Franeker als hoofdplaats. In niet elke voormalige gemeente waren de Friese plaatsnamen officieel, zo waren de officiële plaatsnamen in Het Bildt en Franekeradeel de Nederlandse en in Littenseradeel en Menaldumadeel de Friese.

### Stad en dorpen

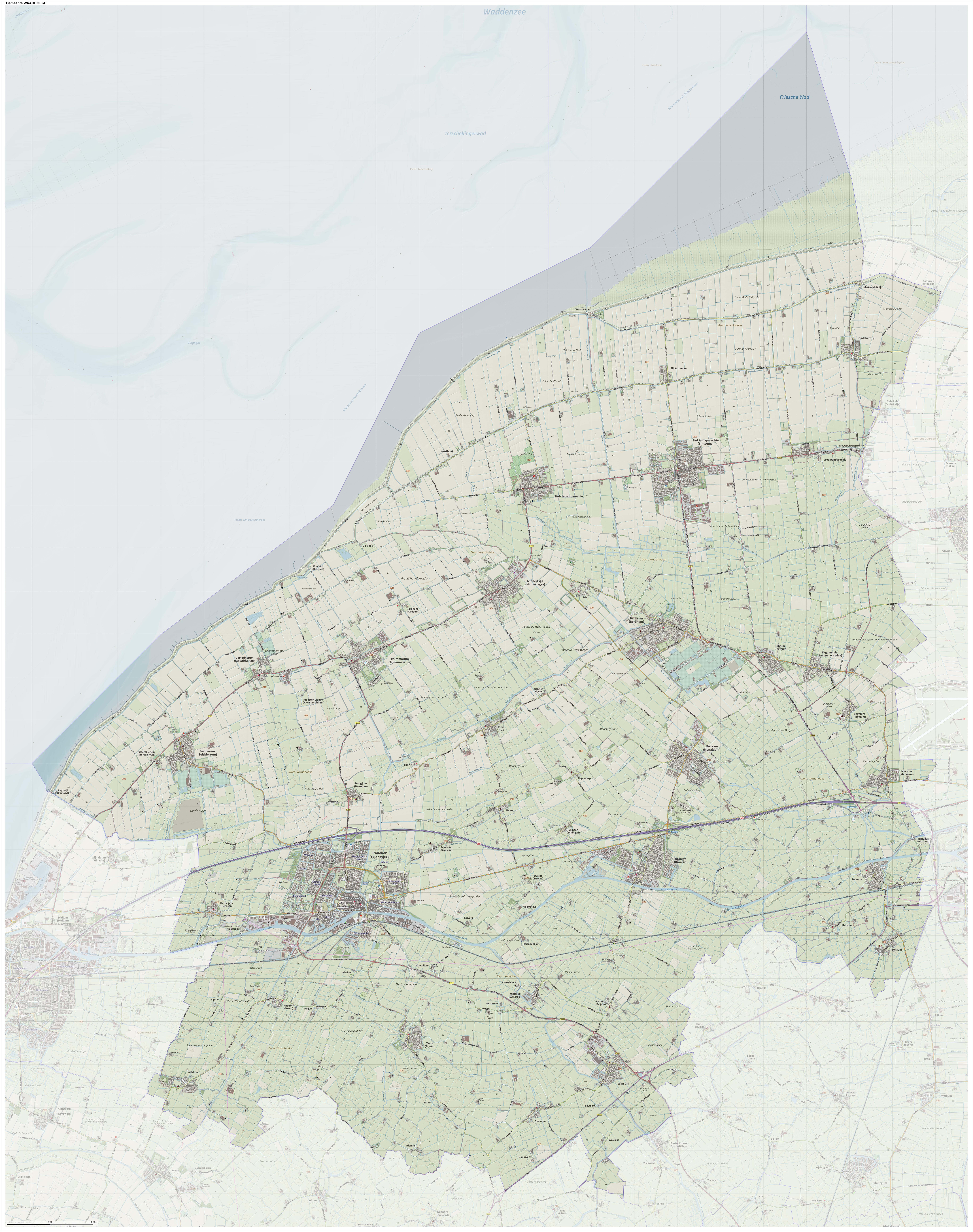
Topografisch kaartbeeld van de gemeente Waadhoeke per september 2023. Klik voor een leesbare vergroting.

Aantal inwoners per woonkern per 2023.
| Nederlandse naam    | Friese naam                     | Inwoners |
| ------------------- | ------------------------------- | -------- |
| Franeker            | Frjentsjer                      | 13.015   |
| Sint Annaparochie   | Sint Anne; Bildts: Sint-Anne    | 4.920    |
| Dronrijp            | Dronryp                         | 3.295    |
| Menaldum            | Menaam                          | 2.795    |
| Berlikum            | Berltsum                        | 2.685    |
| Minnertsga          | Minnertsgea; Bildts: Minnertska | 1.820    |
| Sint Jacobiparochie | Sint Jabik; Bildts: Sint-Jabik  | 1.715    |
| Sexbierum           | Seisbierrum                     | 1.675    |
| Tzummarum           | Tsjummearum                     | 1.365    |
| Tzum                | Tsjom                           | 1.110    |
| Deinum              | Deinum                          | 1.050    |
| Marssum             | Marsum                          | 1.035    |
| Winsum              | Winsum                          | 1.030    |
| Oudebildtzijl       | Aldebiltsyl; Bildts: Ouwe-Syl   | 935      |
| Beetgumermolen      | Bitgummole                      | 935      |
| Beetgum             | Bitgum                          | 760      |
| Vrouwenparochie     | Froubuorren; Bildts: Froubuurt  | 700      |
| Achlum              | Achlum                          | 590      |
| Oosterbierum        | Easterbierrum                   | 555      |
| Welsrijp            | Wjelsryp                        | 455      |
| Ried                | Rie                             | 430      |
| Boksum              | Boksum                          | 395      |
| Dongjum             | Doanjum                         | 370      |
| Engelum             | Ingelum                         | 365      |
| Nij Altoenae        | Fries/Bildts: Nij Altena        | 325      |
| Herbaijum           | Hjerbeam                        | 270      |
| Spannum             | Spannum                         | 260      |
| Westhoek            | Fries/Bildts: De Westhoek       | 255      |
| Peins               | Peins                           | 245      |
| Hitzum              | Hitsum                          | 225      |
| Wier                | Wier                            | 195      |
| Pietersbierum       | Pitersbierrum                   | 150      |
| Schalsum            | Skalsum                         | 145      |
| Zweins              | Sweins                          | 125      |
| Baijum              | Baaium                          | 110      |
| Schingen            | Skingen                         | 110      |
| Slappeterp          | Slappeterp                      | 85       |
| Blessum             | Blessum                         | 75       |
| Firdgum             | Furdgum                         | 65       |
| Boer                | Boer                            | 45       |
| Klooster-Lidlum     | Kleaster-Lidlum                 | 40       |

Bron: Gemeente Waadhoeke/CBS.
Het dorp Ritsumazijl (Ritsumasyl) is (nog) geen officiële kern (verdeeld onder Marssum en Deinum) en een klein deeltje van het dorp Oude Leije ligt binnen de gemeentegrenzen (verdeeld onder Oudebildtzijl en Vrouwenparochie).

### Buurtschappen
Naast de officiële plaatsen bevinden zich in de gemeente de volgende buurtschappen:
| - Arkens - Barrum - Bonkwerd - De Kampen - De Poelen - De Vlaren - Dijkshoek - Dijksterhuizen - Doijum - Fatum | - Hatsum - Het Hooghout - Holprijp - Kie - Kiesterzijl - Kingmatille - Klooster Anjum - Koehool - Koum - Laakwerd - Lutjelollum | - Miedum - Nieuwebildtzijl - Oosterend - Oosthoek - Rewerd (deels) - Roptazijl (deels) - Salverd - Schildum - Sopsum - Stad Niks | - Tallum - Teetlum - Tolsum - Tritzum - Tjeppenboer - Vrouwbuurtstermolen (deels) - War - Weakens - Westerend - Zwarte Haan |

Voormalige buurtschappen: Franjumerburen, Langwerd en Memerd

### Aangrenzende gemeenten
Waadhoeke grenst aan de volgende gemeenten:
| Aangrenzende gemeenten | Aangrenzende gemeenten | Aangrenzende gemeenten   | Aangrenzende gemeenten | Aangrenzende gemeenten |
| ---------------------- | ---------------------- | ------------------------ | ---------------------- | ---------------------- |
|                        |                        | Terschelling (Waddenzee) | Ameland (Waddenzee)    | Noardeast-Fryslân      |
|                        |                        |                          |                        |                        |
| Harlingen              |                        |                          |                        |                        |
|                        |                        |                          |                        |                        |
|                        |                        | Súdwest-Fryslân          |                        | Leeuwarden             |

## Wateren

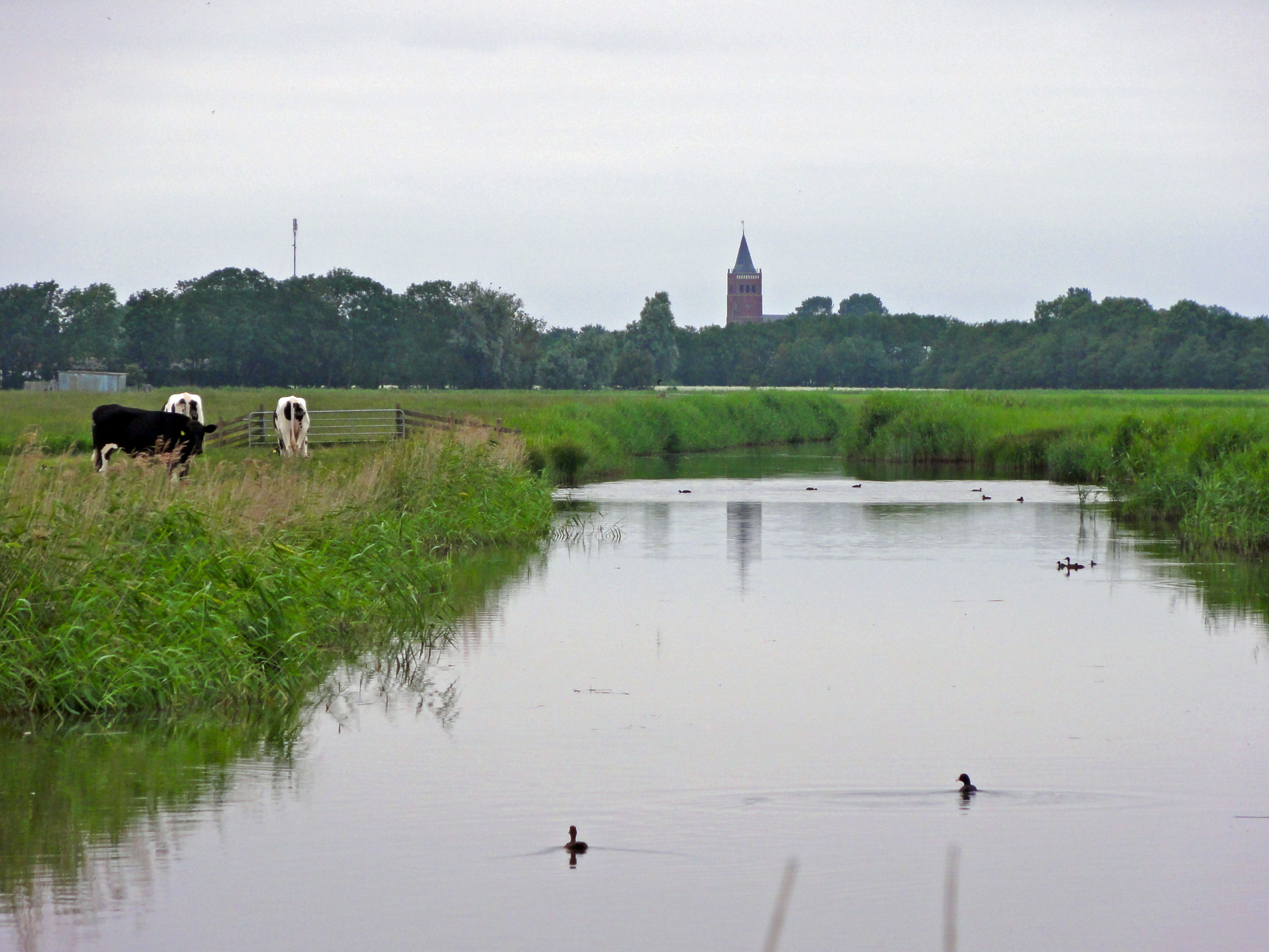
De Opvaart bij Sexbierum

In de gemeente Waadhoeke zijn de officiële namen van de oppervlaktewateren meestal Fries of Bildts.
Diverse kanalen, sloten en watergangen in de gemeente zijn:
| Nederlandse naam    | Officiële naam      |
| ------------------- | ------------------- |
| Achlumervaart       | Achlumer Feart      |
| Arumervaart         | Arumer Feart        |
| Baaiumer Opvaart    | Baaiumer Opfeart    |
| Beetgumervaart      | Bitgumer Feart      |
| Berlikumervaart     | Berltsumer Feart    |
| Berlikumerwijd      | Berltsumer Wiid     |
| Blessumervaart      | Blessumer Feart     |
| Blikvaart           | Blikfaart           |
| Bolswardertrekvaart | Boalserter Feart    |
| Boxumervaart        | Boksumer Soal       |
| Botgorre            | Botgoarre           |
| Deinumerrak         | Deinumer Rak        |
| Dijkvaart           | Dyksfeart           |
| Doijumervaart       | Doaiumer Feart      |
| Dongjumervaart      | Doanjumer Feart     |
| Engelumervaart      | Ingelumer Feart     |
| Franekervaart       | Frjentsjerter Feart |
| Harlingertrekvaart  | Harnzer Trekfeart   |
| Harlingervaart      | Harnzer Feart       |
| Hatsumeropvaart     | Hatsumer Opfeart    |
| Hijlaardervaart     | Hilaarder Feart     |
| Kadijkstervaart     | Kaaifaart           |
| Kleine Blikvaart    | Klaine Blikfaart    |
| Koude Vaart         | Kouwe Faart         |
| Kubaardervaart      | Kûbaarder Feart     |
| Laakwerder Opvaart  | Leakwerter Opfeart  |
| Lange Buurstervaart | Longbuorster Feart  |
| Lathumervaart       | Lathumer Feart      |
| Leistervaart        | Leister Feart       |
| Liemervaart         | Limerfeart          |
| Lollumervaart       | Lollumer Feart      |
| Menaldumervaart     | Menamer Feart       |

| Nederlandse naam          | Officiële naam        |
| ------------------------- | --------------------- |
| Minnertsgaastervaart      | Minnertsgeaster Feart |
| Moddergat                 | Moddergat             |
| Molensloot                | Molesleat             |
| Nieuwe Bildtdijkstervaart | Nije Faart            |
| Noordervaart              | Noorderfaart          |
| Oosterbierumervaart       | Easterbierrumer Feart |
| Opvaart                   | Seisbierrumer Opfeart |
| Oude Bildtdijkstervaart   | Ouwe Faart            |
| Oude Meer (Minnertsga)    | Aldmear               |
| Oude Meer (Peins)         | Aldmear               |
| Oudemeer                  | Aldmear               |
| Oudevaart                 | Aldfeart              |
| Ouwe Rij                  | Ouwe Rij              |
| Poelvaart                 | Puolfeart             |
| Ried                      | De Rie                |
| Rentmeester               | Rintmaster            |
| Roptavaart                | Roptafeart            |
| Schalsumervaart           | Skalsumer Feart       |
| Schingervaart             | Skingster Feart       |
| Sexbierumervaart          | Seisbierrumer Feart   |
| Spannumer Opvaart         | Lange Daam            |
| Tzummarumervaart          | Tsjummearumer Feart   |
| Tzummarumervissersvaart   | Fiskersfeart          |
| Tzummervaart              | Tsjommer Feart        |
| Van Harinxmakanaal        | Van Harinxmakanaal    |
| Westervaart               | Westerfaart           |
| Wierzijlsterrak           | Wiersylsterrak        |
| Zijlsloot                 | Sylsleat              |
| Zijlsterrak               | Sylster Rak           |
| Zuidervaart               | Súdderfaart           |
| Zuidhoekstervaart         | Súdhoekster Faart     |

## Politiek

### College van B&W[9]
Waarnemend burgemeester
- André van de Nadort (PvdA)
  - Openbare orde en veiligheid
  - Informatiebeheer
  - Publiekscentrum
  - Bedrijfsvoering
  - Staf
  - Programma's ontwikkelperspectief en dienstverlening

Wethouders
- René de Vries (SAM Waadhoeke)
  - WMO
  - Jeugd(zorg) en jongeren
  - Welzijn
  - Gezondheid
  - Onderwijs
  - Sporten, spelen, bewegen
  - Bibliotheken
- Marja van der Meer (SAM Waadhoeke)
  - Financiën
  - Participatie, werk en inkomen
  - Economische Zaken
  - Recreatie en toerisme
  - Coördinatie dorpen en wijken
  - Europese aangelegenheden
- Kees Arendz (Gemeentebelangen)
  - Wonen
  - Verkeer en Vervoer
  - Statushouders / Arbeidsmigranten (wonen)
  - Gemeentelijk vastgoed (excl. sportaccommodaties)
  - Beheer openbare ruimte
  - Vergunningen, toezicht, handhaving
  - eerste locoburgemeester
- Jan Dijkstra (FNP)
  - Ruimtelijke ordening (Omgevingswet)
  - Landschap, land- en glastuinbouw
  - Meertaligheid
  - Cultuur, erfgoed, monumenten en musea
  - Duurzaamheid & milieu
  - Waddenkust

Gemeentesecretaris
- Jeroen IJkema

### Gemeenteraad[10][11]
De behaalde zetels per partij bij de gemeenteraadsverkiezingen sinds 2017:
| Gemeenteraadszetels | Gemeenteraadszetels | Gemeenteraadszetels |
| Partij              | 2017                | 2022                |
| ------------------- | ------------------- | ------------------- |
| Gemeentebelangen    | 6                   | 7                   |
| SAM Waadhoeke       | 6                   | 7                   |
| CDA                 | 8                   | 6                   |
| FNP                 | 5                   | 6                   |
| VVD                 | 3                   | 2                   |
| ChristenUnie        | 1                   | 1                   |
| Totaal              | 29                  | 29                  |
| Opkomst             | 44,13%              |                     |

Raadsgriffier
- Tinco Lyklema

### Jongerenraad[13]
De gemeente Waadhoeke beschikt over een jongerenraad, een orgaan met als doel de jeugd binnen de gemeente te vertegenwoordigen.

### Kinderburgemeester
- Dian Rienstra[15]

### Rekenkamer[16]
Voorzitter rekenkamer
- Jet Lepage[17]

Leden rekenkamer
- Rick Anderson[18]
- Marsha de Vries[19]

## Cultuur

### Monumenten
De gemeente heeft een aantal rijksmonumenten en oorlogsmonumenten, zie:
- Lijst van rijksmonumenten in Waadhoeke
- Lijst van oorlogsmonumenten in Waadhoeke